# جيولوجيا الكويت
تتضمن جيولوجيا الكويت تسلسلات رسوبية سميكة للغاية تحتوي على النفط والغاز من حقبة الدهر الحياة الوسطى وحقبة الحياة الحديثة.  تقع الكويت في غرب آسيا، وفي الحافة الشمالية لشرق شبه الجزيرة العربية عند طرف الخليج العربي.

## التاريخ الجيولوجي، وطبقات الأرض، والتكتونيات
إن أقدم الصخور القاعدية البلورية الموجودة تحت الكويت غير مفهومة بشكل جيد بسبب سمك الصخور الرسوبية التي تعلوها. في أوائل الستينيات من القرن العشرين، لم يصل بئر بعمق 13853 قدمًا في حقل نفط برقان إلا إلى الصخور التي يعود تاريخها إلى العصر الثلاثي بما في ذلك الصلصال، والطين الجيري، والحجر الجيري، والطفل الصفحي، والأنهيدريت . تتكون هذه المنطقة من 4500 قدم من الصخور الجوراسية ، معظمها من الحجر الجيري ولكن مع 1300 قدم من الأنهيدريت، والتي من المحتمل أن تكون مرتبطة بأنهيدريت Hith. تصل صخور العصر الطباشيري إلى ما يقارب 6000 قدم سمكًا في الجنوب الشرقي أو 10000 قدم في الشمال الغربي، وتتكون في الغالب من الحجر الجيري، ووالطفل الصفحي، والحجر الرملي الذي ينتمي إلى تكوين الزبير وتكوين البرقان.
أُجريت أبحاث جيدة على صخور حقبة الحياة الحديثة الأقرب إلى السطح. يتراوح سمكها بين 3500 إلى 2500 قدم ويعود تاريخها إلى العصر الباليوسيني والفترة الفجرية، مع وجود الحجر الجيري ومتبخرات تكوين روس (Rus) في المقام الأول. تبرز مجموعة الكويت في الجنوب الشرقي مع الحجر الرملي الطيني. تحتوي منطقة واره وبرقان على تلال مغطاة بالحجر الرملي المتآكل والصوان. في الواقع، يصل سمك الصوان إلى قدمين في تلة قورين. تشكلت هذه الصخور معًا خلال عصر البليوسين، والميوسين، البليستوسين .
يمكن التعرف على تكوين الغار في منحدر جال الزور من خلال الحجر الرملي الخشن أو الحجر الرملي الحصوي وأسرة الطين الخضراء من العصر الأوليغوسيني والميوسيني.
تحتوي الكويت على رواسب رباعية واسعة النطاق مثل رمال الشاطئ الملحومة مع كربونات الكالسيوم، والدلتا، والمسطحات الطينية المدية في جزيرة بوبيان وفي الشمال الشرقي، فضلاً عن الرمال التي تحملها الرياح.